# Lake Mills (thị trấn), Wisconsin
Lake Mills là một thị trấn thuộc quận Jefferson, tiểu bang Wisconsin, Hoa Kỳ. Năm 2010, dân số của thị trấn này là 2.001 người.